# Hòa Thắng, Phú Hòa
Hòa Thắng là một xã thuộc huyện Phú Hòa, tỉnh Phú Yên, Việt Nam.

## Địa lý
Xã Hòa Thắng có diện tích 16,6 km², dân số năm 1999 là 17.585 người, mật độ dân số đạt 1.059 người/km².

## Hành chính
Xã Hòa Thắng gồm 5 thôn:
- Thôn Mỹ Thành
- Thôn Mỹ Hoà
- Thôn Phong Niên
- Thôn Phú Lộc
- Thôn Đông Lộc